# Esbjerg fB

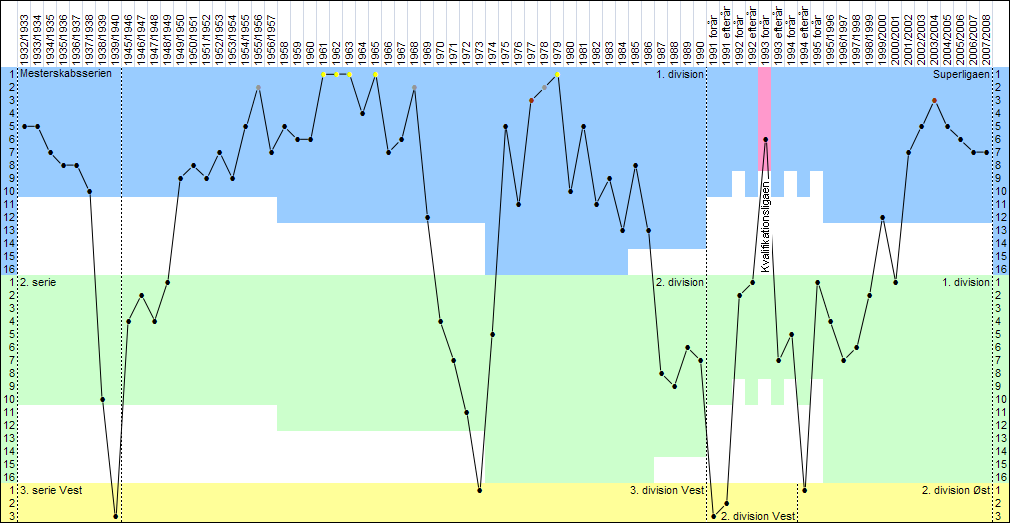
Esbjerg v dánských soutěžích

Esbjerg forenede Boldklubber, známější pod zkráceným názvem Esbjerg fB, nebo též EfB, je dánský fotbalový klub z města Esbjerg. Založen byl roku 1924 sloučením klubů Esbjerg Boldklub af 1898 a Esbjerg Amatørklub af 1911. Pětkrát získal titul mistra Dánska (1961, 1962, 1963, 1965, 1979) a dvakrát vyhrál dánský fotbalový pohár (1964, 1976).
Domácím stadionem je Blue Water Arena s kapacitou 18 000 míst.